# Cheval Blanc (Prealpi di Digne)
Il Cheval Blanc (2.323 m s.l.m. ) è la montagna più alta delle Prealpi di Digne  e in genere delle Prealpi di Provenza. Si trova nel dipartimento francese delle Alpi dell'Alta Provenza.
La montagna è collocata tra la valle del fiume Bléone e del torrente Issole (affluente del Verdon).
Il toponimo francese significa cavallo bianco.